# Kanonische Vertauschungsrelation
Die in der Quantenmechanik (QM) gebräuchlichen kanonischen Vertauschungsrelationen lauten:
{\displaystyle {\begin{aligned}\left[X_{i},X_{j}\right]&=0\quad i,j\in \{1,\ldots ,3\}\\\left[P_{i},P_{j}\right]&=0\\\left[X_{i},P_{j}\right]&=\mathrm {i} \hbar \delta _{ij}\end{aligned}}}
Hierbei bezeichnen
- die {\displaystyle X} die (hermiteschen) Ortsoperatoren (Anmerkung: im Allgemeinen werden die Operatoren in der QM mit einem „Hütchen“ versehen, dies wird hier aus Gründen der Lesbarkeit weggelassen, es gilt also z. B. für den Ortsoperator {\displaystyle {\hat {x}}=x}.),
- die {\displaystyle P} die (hermiteschen) Impulsoperatoren aus der QM,
- die Klammern um die Operatoren, z. B. {\displaystyle [X_{i},X_{j}]}, den Kommutator,
- {\displaystyle \mathrm {i} } die Imaginäre Einheit,
- {\displaystyle \hbar } die reduzierte Planck-Konstante.

Die Orts- und Impulsoperatoren unterschiedlicher Richtungen {\displaystyle i} und {\displaystyle j} „vertauschen“ paarweise untereinander, d. h. ihr Kommutator ist gleich Null (erste und zweite Gleichung oben). Dies heißt in der Praxis, dass diese Messgrößen (in der QM auch Observablen genannt) gleichzeitig beliebig genau gemessen werden können, sie sind kommensurabel.
Verschwindet der Kommutator nicht, ist er also ungleich Null, so „vertauschen“ die zugehörigen Operatoren nicht (dritte Gleichung). Die Operatoren für Ort und Impuls stellen also ein Beispiel für nicht vertauschbare bzw. inkommensurable Operatoren dar. Sie beschreiben Größen im selben Quantensystem, die nicht gleichzeitig beliebig genau gemessen werden können, ihre gleichzeitige Messung ist also mit einer gewissen Unschärfe behaftet. Dies führt direkt auf die Unschärferelation von Werner Heisenberg. Da der Kommutator von Orts- und Impulsoperator nicht nur ungleich Null ist, sondern als Spezialfall auch noch genau den Wert {\displaystyle i\hslash } aufweist, handelt es sich um komplementäre Observablen.

## Herleitung und Begründung
Da das Produkt (d. h. die Hintereinanderausführung) zweier linearer Operatoren im Allgemeinen nicht kommutativ ist (d. h. die Reihenfolge der Hintereinanderausführung nicht einfach vertauscht werden kann), wird der Kommutator (oder auch Vertauschungsrelation) zweier linearen Operatoren {\displaystyle A} und {\displaystyle B} wie folgt definiert:
{\displaystyle [A,B]=AB-BA}
Setzen wir die Operatoren für Ort und Impuls einfach in obige Gleichung ein und lassen diese auf eine Wellenfunktion {\displaystyle \psi ({\vec {x}})} wirken, so folgt:
{\displaystyle {\begin{aligned}\left[x,p_{x}\right]\psi ({\vec {x}})&=\left(x{\Big (}-\mathrm {i} \hbar {\frac {\partial }{\partial x}}{\Big )}\right)\psi ({\vec {x}})-\left({\Big (}-\mathrm {i} \hbar {\frac {\partial }{\partial x}}{\Big )}x\right)\psi ({\vec {x}})\\&=\left(-\mathrm {i} \hbar x{\frac {\partial }{\partial x}}+\mathrm {i} \hbar {\Big (}1+x{\frac {\partial }{\partial x}}{\Big )}\right)\psi ({\vec {x}})\\&=\mathrm {i} \hbar \psi ({\vec {x}})\end{aligned}}}
Die obige Rechnung für die Raumkomponenten {\displaystyle y,p_{y}} und {\displaystyle z,p_{z}} führen zum gleichen Ergebnis. Interessant hierbei ist, dass z. B.
{\displaystyle {\begin{aligned}\left[x,p_{y}\right]\psi ({\vec {x}})&=\left(x{\Big (}-\mathrm {i} \hbar {\frac {\partial }{\partial y}}{\Big )}\right)\psi ({\vec {x}})-\left({\Big (}-\mathrm {i} \hbar {\frac {\partial }{\partial y}}{\Big )}x\right)\psi ({\vec {x}})\\&={\Big (}-\mathrm {i} \hbar x{\frac {\partial }{\partial y}}{\Big )}\psi ({\vec {x}})+{\Big (}\mathrm {i} \hbar {\frac {\partial }{\partial y}}{\Big )}{\Big (}x\psi ({\vec {x}}){\Big )}\\&={\Big (}-\mathrm {i} \hbar x{\frac {\partial }{\partial y}}+\mathrm {i} \hbar x{\frac {\partial }{\partial y}}{\Big )}\psi ({\vec {x}})\\&=0\end{aligned}}}
vertauscht. Der Beweis, dass Orts- und Impulskomponenten untereinander vertauschen, ist einfach. Insgesamt ergeben sich dann die oben benannten kanonischen Vertauschungsrelationen.